# アーリントン (サウスダコタ州)
アーリントン (Arlington) は、アメリカ合衆国サウスダコタ州にある市。ブルッキングス郡に属しているが、キングスバリー郡に一部かかっている。2000年の統計によると、人口は992人である。

## 地理
アーリントンは、北緯44度21分52秒、西経97度8分5秒に位置している。
アメリカ合衆国統計局の調査によると、4.0km2を占め、4.0km2が陸である。

## 統計
2000年の統計によると、992人が住んでおり、424の世帯、262の家族が住んでいる。人口密度は、245.5人/km2である。473件の住居があり、117.1件/km2である。人口の98.49%が白人、0.00%がアフリカ系アメリカ人、0.20%がアメリカ先住民、0.71%がアジア系、0.00%がハワイやグアムなどの太平洋の島々からの移民、0.00%がそのほかの民族や人種、0.60%が2つ以上の民族や人種を親に持ち、0.00%がヒスパニック系である。
424世帯のうち、25.5%が18歳未満の子供と一緒に生活しており、54.2%は夫婦で生活している。5.2%は未婚の女性が世帯主であり、38.2%は家族以外の住人と同居している。36.1%は独身の居住者が住んでおり、22.9%は65歳以上で独身である。1世帯の平均人数は2.23人であり、家庭の場合は、2.90人である。
人口の21.9%が18歳未満で、6.8%が18歳から24歳、23.7%が25歳から44歳、18.2%が45歳から64歳、29.4%が65歳以上である。平均年齢は43歳である。女性100人に対し、90.8人が男性である。18歳以上の女性100人に対し、84.1人が18歳以上の男性である。
1世帯の平均年収は34,688ドルであり、家庭の場合は43,813ドルである。男性の平均収入が29,083ドルであるのに対し、女性は19,531ドルである。住民1人当たりの収入は17,858ドルであり、人口の4.4%、1.9%の家庭が貧困線以下にある。18歳未満の5.8%、65歳以上の8.0%が貧困線以下にある。